# Robert von Dassanowsky

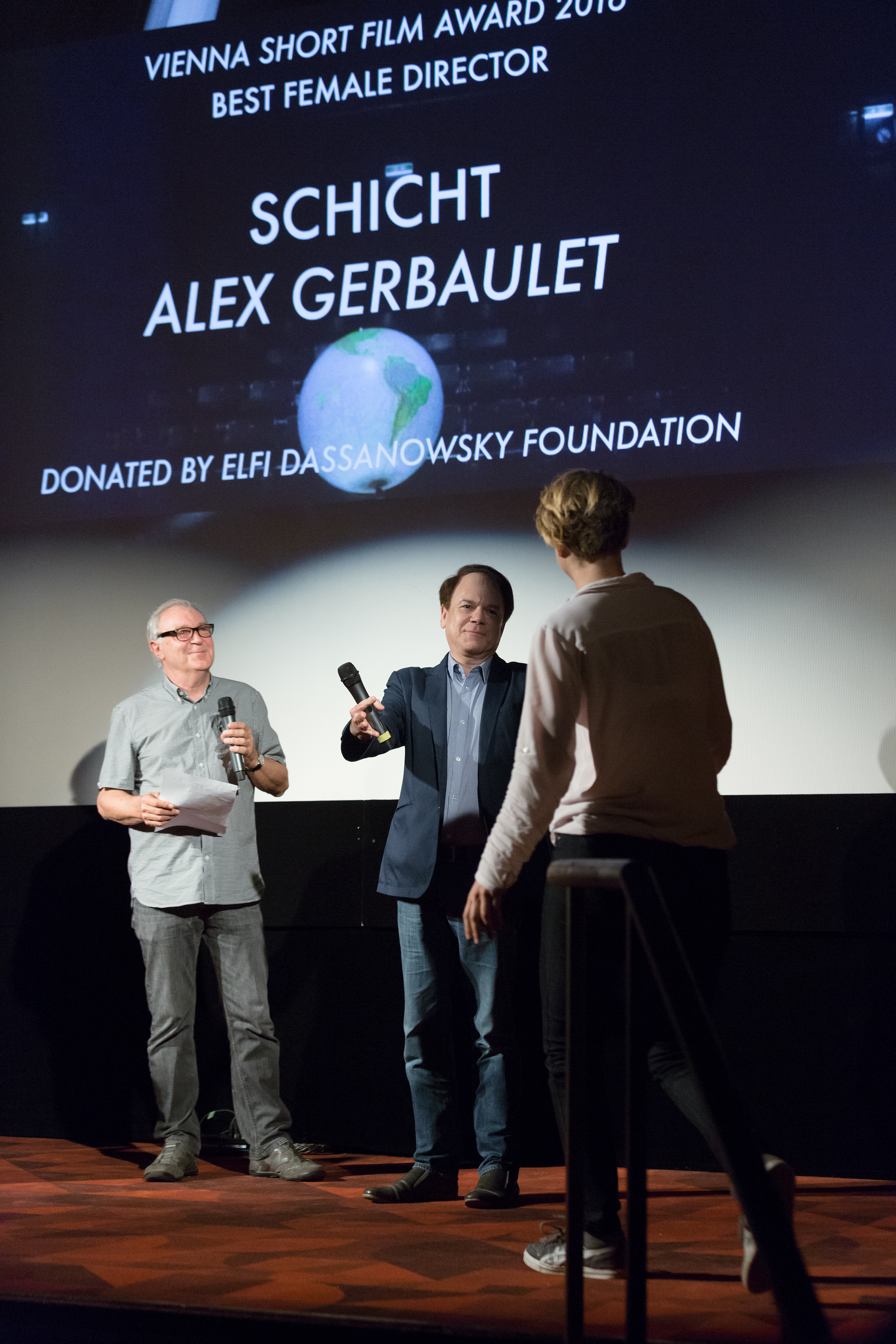
Robert Dassanowsky (Mitte) bei VIS 2016

Robert von Dassanowsky (* 28. Jänner 1960 in New York City, New York; † 10. Oktober 2023, auch Robert Dassanowsky) war ein österreichisch-amerikanischer Germanist, Filmhistoriker, Schriftsteller und Filmproduzent. Er war Professor für Germanistik und Film an der University of Colorado in Colorado Springs, gastierte an der University of California, Los Angeles (UCLA), diente als Adjunct Professor von Medien und Kommunikationswissenschaft an der Webster University Vienna, und war Affiliate Core Fakultät am Global Center for Advanced Studies (GCAS) New York seit 2017 und Vorstandsmitglied des GCAS Research Instituts Dublin seit 2019. Er wurde 2020  zum Distinguished Professor of Film and Austrian Studies ernannt.

## Wirken
Zu den von ihm verfassten Artikeln im Sachbereich der Literatur- und Kulturkritik gehörten sowohl Essays über Ingeborg Bachmann, Leni Riefenstahl, Robert Musil, Max Dauthendey, Alois Hotschnig, Billy Wilder, Christine Brückner, Hugo von Hofmannsthal u. v. a. als auch Aufsätze, die sich mit Themen der internationalen Filmkunst befassen. Der Spezialist auf dem Gebiet österreichischer Literatur- und Kulturstudien galt als Experte für das Werk von Alexander Lernet-Holenia. Er schrieb die erste soziopolitische Abhandlung über Lernet-Holenias Romane, welche die Probleme der österreichischen Identitätskrise untersuchen: Phantom Empires (1996). Sein Buch Austrian Cinema: A History (2005) ist die erste englischsprachige Studie der österreichischen Filmgeschichte. Er war auch als Lyriker, Übersetzer (u. a. Lernet-Holenia, Hans Raimund, Oskar Marischler-Rotterheim) und Bühnenautor tätig und diente im Redakteurvorstand der Literaturjournals Poetry Salzburg Review, Rampike (Kanada), Osiris (USA), Colloquia Germanica, sowie für Ariadne Press in Los Angeles. Dassanowsky war auch Mitarbeiter bei Senses of Cinema, Bright Lights Film Journal und The Vienna Review.
Er leitete die Belvedere Film Produktionsfirma in Los Angeles und Wien mit seiner Mutter, Elfi von Dassanowsky (1924–2007), und produzierte oder co/associate produzierte unter anderem Filme wie Semmelweis (Kurzfilm, USA/A 2001), The Nightmare Stumbles Past (Trickfilm, USA 2002), Wilson Chance (Spielfilm, USA 2005), The Retreat (Kurzfilm, USA 2010), Menschen (Kurzfilm, USA/A 2012) und Felix Austria! (auch: The Archduke and Herbert Hinkel, Dokumentarfilm, USA/A 2013), De expressione humanitatis mit Angelika Kirchschlager (ORF Fernsehdokumentarfilm, A 2014), Reel Herstory: The Real Story of Reel Women mit Jodie Foster (Dokumentarfilm, USA 2014), Before Anything You Say (Spielfilm, Kanada 2016), Der Bauer zu Nathal mit Sunnyi Melles u. Nicholas Ofczarek (Dokumentarfilm, A 2018).
Dassanowsky war Mitglied der Europäischen Akademie der Wissenschaften und Künste, der Europäischen Filmakademie, der Akademie des Österreichischen Films, des österreichischen und des US-amerikanischen P.E.N.-Zentrums und Mitbegründer der Internationalen Alexander-Lernet-Holenia-Gesellschaft sowie der Austrian American Film Association (AAFA). 2014 bis 2020 war er Beiratsmitglied der Salzburg Institute of Religion, Culture and the Arts und 2016 bis 2019 Vorstandsmitglied den American Friends of the Documentation Center of Austrian Resistance (DÖW). Er war Vorstandsmitglied der Modern Austrian Literature and Culture Association (MALCA) die seit 2012 als Austrian Studies Association (ASA) erscheint. Dassanowsky wurde Vizepräsident (2010–2012) und Präsident (2012–2014) der Gesellschaft sowie Redaktionsmitglied der Zeitschriften Journal of Austrian Studies, und Journal of Austrian-American History.
Dassanowsky gab im November 2007 bekannt, dass zum Andenken an seine Mutter eine Elfi Dassanowsky-Stiftung geplant sei. Der Kulturfond wurde Februar 2009 aktiv.

## Werke
- Phantom Empires: The Novels of Alexander Lernet-Holenia and the Question of Postimperial Austrian Identity. Ariadne Press, Riverside 1996, ISBN 1-57241-030-2.
- Telegrams from the Metropole. Selected Poems 1980–1998. Universität Salzburg, Salzburg 1999, ISBN 3-901993-02-9.
- Robert von Dassanowsky  (Hrsg.): Gale Encyclopedia of Multicultural America. 3 Bände. 2. Auflage. Gale Group, Farmington Hills 2000, ISBN 0-7876-3987-7.
- Austrian Cinema: A History. McFarland, Jefferson 2005, ISBN 0-7864-2078-2.
- European Film. In: Gary Hoppenstand, Gerd Bayer (Hrsg.): Greenwood Encyclopedia of World Popular Culture. Band 3: Europe. Greenwood Press, Westport, London 2007, ISBN 0-313-33255-X.
- Soft Mayhem: Poems. Poetry Salzburg Press, Salzburg 2010, ISBN 978-3-901993-30-5.
- Robert von Dassanowsky und Oliver C. Speck  (Hrsg.): New Austrian Film. Berghahn, New York und Oxford 2011, ISBN 978-1-84545-700-6.
- Martin Liebscher, Christophe Fricker, Robert von Dassanowsky (Hrsg.): The Nameable and the Unnameable: Hofmannsthal's Der Schwierige Revisited. Iudicium, München 2011, ISBN 978-3-86205-030-7.
- Robert von Dassanowsky (Hrsg.): Quentin Tarantino's Inglourious Basterds: Manipulations of Metafilm. Continuum, London and New York 2012, ISBN 978-1-4411-3869-9.
- Robert Dassanowsky (Hrsg.): World Film Locations: Vienna. Intellect, London 2012, ISBN 978-1-84150-569-5.
- Screening Transcendence: Film under Austrofascism and the Hollywood Hope, 1933–1938. University of Indiana Press, Bloomington 2018, ISBN 978-0-253-03362-8.

als Übersetzer
- Jägerstätter. A Play by Felix Mitterer Translated by Gregor Thuswaldner with Robert Dassanowsky. University of New Orleans Press, 2015, ISBN 978-1-60801-063-9.
- Verses of a Marriage. Poetry of Hans Raimund. Vorwort von Karl-Markus Gauß. Event Horizon, 1996, ISBN 1-880391-16-3.
- Mars in Aries. Übersetzung von Alexander Lernet-Holenias Mars im Widder. Ariadne Press, Riverside, 2003, ISBN 1-57241-118-X.

Videokommentar
- Tag der Freiheit von Leni Riefenstahl. Short Vision 8, Warner Home Video-DVD, 2000.

als Gastredakteur
- mit Gertraud Steiner: Austria's Hollywood/Hollywood's Austria. Sonderausgabe von Filmkunst. 154, 1997.
- Michael Haneke. Sonderausgabe von Modern Austrian Literature. 43.2, 2010.

## Auszeichnungen
- 2001: Outstanding Faculty Teaching Award, University of Colorado at Colorado Springs[7]
- 2004: Ernennung zum „U.S. Professor of the Year“ für Colorado von der Carnegie Foundation und Council for Advancement and Support of Education (CASE)[8]
- 2005: Silbernes Ehrenzeichen der Republik Österreich[9]
- 2006: Chancellor’s Award, University of Colorado at Colorado Springs[7]
- 2007: Ernannt zum Fellow der Royal Historical Society (FRHistS)[10]
- 2009: Ernannt zum Delegierter der Europäischen Akademie der Wissenschaften und Künste[11]
- 2010: Ernannt zum Fellow der Royal Society of Arts (FRSA)[12]
- 2013: Faculty Award for Excellence in Research, University of Colorado at Colorado Springs[13]
- 2014: Botstiber Foundation Institute for Austrian-American Studies (BIAAS) Stipendium[14]
- 2015: CU Thomas Jefferson Award[15]
- 2015 Ernannt zum 7. „Botstiber Lecturer on Austrian-American Affairs“ in der Österreichischen Botschaft am 29. Mai 2015 in Washington D.C. – Botstiber Foundation sponsor.[16]